# قير (الرجم)

تعديل مصدري - تعديل

قير هي إحدى قرى عزلة بني الجلبي بمديرية الرجم التابعة لمحافظة المحويت، بلغ تعداد سكانها 47 نسمة حسب تعداد اليمن لعام 2004.